# محمد العازمي
محمد مطلق خلف العازمي (من مواليد 16 يونيو 1982) هو عداء مسافات متوسطة كويتي متخصص في سباقات 800 متر. أفضل أرقامه في سباق 800 متر هو 1:44.13 دقيقة داخل الصالات وهو رقم قياسي كويتي. وقد مثل بلاده في الألعاب الأولمبية الصيفية في أعوام 2004 و2008 و2012 كما شارك في أربع بطولات في بطولة العالم لألعاب القوى (2005 و2007 و2009 و2011).
بعد مسيرة رياضية ناجحة على مستوى فئة الشباب ترقى ليصبح واحداً من أفضل العدائين في المسافات المتوسطة في آسيا. وكان صاحب الميدالية الفضية في دورة الألعاب الآسيوية 2006 وهو حائز على ثلاث ميداليات في دورة ألعاب آسيا للصالات الداخلية. أصبح بطل آسيا في عام 2010 ثم أكمل مسافة 800 متر / 1500 متر في بطولة آسيا لألعاب القوى 2011.

## المسيرة الرياضية
ولد في مدينة الكويت ونجح في ألعاب القوى منذ صغره وفاز بلقب الدوري الوطني لأقل من 14 سنة لناديه القادسية في عام 1993. ونظرا لموهبته الطبيعية حصل على دعم خاص من الاتحاد الكويتي لألعاب القوى. حصل على أول ميدالية دولية له في البطولة العربية للشباب لألعاب القوى لعام 1998 حيث حصل على الميدالية البرونزية لمسافة 800 متر. مزيد من النجاح جاء في العام التالي حيث حصل على المركز الثالث في هذا الحدث في بطولة العالم للشباب لألعاب القوى 1999 ثم فاز بالميدالية الفضية في بطولة آسيا لألعاب القوى للناشئين. تعطلت مواسمه عامي 2000 و 2001 بسبب حاجته للتركيز على الدراسة في امتحانات الثانوية لكنه تمكن من الفوز بالميدالية الذهبية في بطولة الخليج والحلول في المركز الثاني في البطولة العربية للشباب ثم الفوز بالميدالية البرونزية في بطولة آسيا للشباب لألعاب القوى عام 2001.
وقد أثر عليه المرض في عام 2002 حيث تسبب الغبار في وطنه الأم في صعوبات في التدريب. ونتيجة لذلك بدأ التدريب في الخارج بدلاً من ذلك وشهد شراكة مع مدرب جديد الجزائري عبد الكريم بن سعيد وحقق العازمي رقم قياسي كويتي في عام 2003. كان أول ظهور له على مستوى العالم على مستوى رفيع حيث ركض في بطولة العالم لألعاب القوى داخل الصالات 2003 وحقق رقم قياسي كويتي قدره 1:50.41 دقيقة. كان أفضل رقم حققه في الهواء الطلق في بودابست عندما سجل رقما قياسيا صافيا وطنيا قدره 1:47.44 دقيقة. خاض مرة أخرى في بطولة العالم لألعاب القوى داخل الصالات 2004 وحقق أفضل أداء شخصي في موسم في الهواء الطلق بزمن قدره 1:45.25 دقيقة في الجزائر العاصمة. كان هذا كافياً للحصول على مكان في الفريق الأولمبي الكويتي في دورة الألعاب الأولمبية الصيفية 2004 في أثينا حيث تنافس في التصفيات.
على الرغم من الإصابات وصلت مسيرته إلى آفاق جديدة في عام 2005. وقد احتل المركز الرابع في دورة ألعاب التضامن الإسلامي 2005 وحقق أفضل توقيت في الموسم بزمن قدره 1:46.67 دقيقة في المركز الخامس في بطولة آسيا لألعاب القوى 2005. ووصل العازمي إلى الدور نصف النهائي من سباق 800 متر في بطولة العالم لألعاب القوى 2005 وأنهى العام بميدالية برونزية في دورة الألعاب الآسيوية داخل الصالات 2005. قام بتغيير المدرب إلى جاما أدان في ديسمبر وحقق التدريب نتائج سريعة حيث سجل رقمًا قياسيًا وطنيًا قدره 1:44.80 دقيقة للفوز في بطولة قطر الكبرى لألعاب القوى. قام بتحسينها إلى 1:44.59 دقيقة بفوزه في الدوري الذهبي 2006 في دورة بيزليت للألعاب وحقق أفضل أداء له هذا العام في جائزة أثينا الكبرى تسيكليتيريا (1:44.13 دقيقة). كان المنافس عن كثب البحريني يوسف سعد كامل في دورة الألعاب الآسيوية 2006 هو أبرز أحداث العام على الرغم من أن العداء الكيني المولد هزمه بالميدالية الفضية في هذا الحدث.
حقق العازمي أفضل زمن له في عام 2007 في لقاء تسيكليتيريا حيث حقق 1:44.55 دقيقة كما فاز بسباق 800 متر في ألعاب بيسليت. غاب عن البطولة الآسيوية في ذلك العام لكنه وصل مرة أخرى إلى الدور نصف النهائي على الساحة العالمية على الرغم من أنه حل في السباق الأخير في بطولة العالم لألعاب القوى 2007. سجل رقم قياسي كويتي في دورة الألعاب الآسيوية داخل الصالات 2007 للفوز بأول لقب له في المسابقة الآسيوية. بعد تحقيق زمن قدره 1:45.79 دقيقة في الدار البيضاء في يونيو 2008 تم اختياره للتنافس في دورة الألعاب الأولمبية الصيفية 2008 في بكين. وصل إلى الدور نصف النهائي في سباق 800 متر ولكن مرة أخرى فشل في التأهل إلى السباق النهائي.
في عام 2009 فاز في بطولتي الخليج والكويت لسباق 800 متر وكان له سلسلة من الانتصارات على حلبة سباق الجائزة الكبرى الآسيوية لألعاب القوى. في ظهوره الثالث على التوالي في بطولة العالم لألعاب القوى 2009 أطيح به في مرحلة التصفيات. وقد احتل المركز الثاني في البطولة العربية لألعاب القوى لعام 2009 وفي نوفمبر فاز بالميدالية الفضية في دورة الألعاب الآسيوية داخل الصالات 2009 في سجل رقم قياسي كويتي بزمن قدره 1:48.93 دقيقة. كما تفوق الإيراني سجاد مرادي على العازمي في بطولة آسيا لألعاب القوى 2009 في قوانغتشو. في غياب مرادي فاز بالميدالية الذهبية في بطولة آسيا لألعاب القوى داخل الصالات 2010. وقد أكسبه هذا المشاركة في بطولة العالم لألعاب القوى داخل الصالات 2010 ولكن تم إقصاؤه في الجولة الأولى. حاول الوصول إلى المنصة في دورة الألعاب الآسيوية 2010 لكنه كان في حالة سيئة وانتهى في المركز السادس.
في بطولة آسيا لألعاب القوى 2011 تغلب على منافسه الإقليمي سجاد مرادي في كل من 800 متر و1500 متر ليحقق فوز آسيوي مزدوج.
في دورة الألعاب الأولمبية الصيفية 2012 تم استبعاده لعرقلته مارسين ليفاندوفسكي في تصفيات سباق 800 متر للرجال.